# Die Dresdner Philharmoniker
Die Dresdner Philharmoniker là một bộ phim tài liệu của Đông Đức. Bộ phim theo chân Dresden Philharmonic và nhạc trưởng Heinz Bongartz trên một chuyến lưu diễn tới Séc, Pháp, Hungary và România. Bộ phim do Joachim Kunert đạo diễn và được phát hành 1955.